# Émile Blavet
Pour les articles homonymes, voir Blavet.
Émile-Raymond Blavet, né le 14 février 1838 à Cournonterral et mort le 11 novembre 1924 à Paris, est un journaliste, romancier et librettiste français.

## Biographie
Ayant commencé sa carrière dans l’enseignement, Blavet a été successivement professeur à Tournon, Clermont-Ferrand et Nice où il a fait la connaissance d’Alphonse Karr. C’est sur les conseils de ce dernier qu’il a rédigé ses premiers articles dans la Gazette de Nice, et dans le Lazzarone dont il était le fondateur.
Monté, bientôt après, à Paris, il a passé tour à tour du Club au Nain jaune, du Soleil à la Situation et enfin au Figaro, auquel il collabora très activement jusqu’à la guerre franco-allemande de 1870. Pendant le siège de Paris, il a fait partie du corps des éclaireurs Poulizac.
En 1871, il a rédigé, à Versailles, le Rural, brochure hebdomadaire destinée à défendre les opinions conservatrices et qui n’a eu que quelques numéros. Après avoir travaillé à l’Éclair, il est entré au Gaulois, dont il est devenu rédacteur en chef en septembre 1876, sous la direction d’Eugène Tarbé. Il est entré, par la suite, au Voltaire.
Dans les journaux, il a écrit sous plusieurs pseudonymes, notamment sous ceux de « Parisis » et de « Paul André » des chroniques parisiennes au Figaro. Comme dramaturge, il a fait représenter aux Folies-Dramatiques, le Ruy Blas d’en face (1872) avec Albert de Saint-Albin ; il a écrit les paroles du Bravo, opéra en quatre actes de Gaston Salvayre, joué à l’Opéra-Comique (1877) et musique du même compositeur (1884).
À partir de 1885, il a publié annuellement, sous son pseudonyme de « Parisis », un recueil de ses chroniques, intitulé la Vie parisienne, avec préface de divers auteurs, Émile Zola, François Coppée, Jules Claretie, etc. (1885-1890, 6 vol. in-18). Parmi ses comédies, drames et livres, on cite : Le Ruy Blas d’en face ; Le Bravo, Le Voyage au Caucase, Le Rendez-vous manqué, Avoué et Ténor, Le fils de Porthos, Ninon, Les Délégués, Richard III, Mon Oncle Barbassou, Les Chouans, Monte-Cristo, etc. Ses principaux romans sont : La Princesse rouge, Dent pour dent, Dalila, L’Homme sans nom, Dolorès, La Créole, Amours tragiques, Le Fils de M. Lecoq. Il a également publié, sous le titre : Au pays des Malgaches (1897), des impressions de Madagascar, et, dans l’Éclair, ses Souvenirs de 1858-1871.
Devenu secrétaire général de l’administration du théâtre national de l’Opéra, en 1884, fonctions qu’il a résignées en 1890. Une vingtaine d’années avant sa mort, les journaux ayant annoncé par erreur sa mort, fausse nouvelle, qui avait fait traînée de poudre, la grande presse lui avait consacré de nombreux articles nécrologiques et c’était une de ses grandes joies que de montrer comme une parure ces articles qu’il avait conservés et où l’on faisait son apologie. Il avait été décoré de la Légion d’honneur le 1er janvier 1882.
Il est inhumé au cimetière de Taverny.

## Jugements
« Ses archives, c’était son cerveau. »